# Королівська крипта (Ескоріал)
Королівська крипта монастиря Ескоріаль (ісп. Cripta Real del Monasterio de El Escoria) — усипальниця королівської родини в Ескоріалі.

## Історія
Однією з цілей будівництва Філіпом II Ескоріалу було створення мавзолею для його батька, імператора Карла V, рештки якого були перенесені сюди в 1586 році. Але пантеон в бронзі, мармурі і яшмі був споруджений в крипті церкви тільки при Філіпі III в 1617 році. Тут покоїться прах всіх королів Іспанії, починаючи з Карла V, крім Філіпа V, який терпіти не міг похмурості Ескоріала і заповідав поховати його в Сан-Ільдефонсо, і Фернандо VI, чия могила знаходиться в Мадриді. Королеви, які дали життя спадкоємцям чоловічої статі, також поховані тут. Супротив знаходиться зведений в XIX столітті Пантеон Інфантів, де ховають принців, принцес і королев, чиї діти не успадкували трону.
Три гробниці в Ескоріалі пустують, але підготовлені для поховання трьох уже померлих членів королівської сім'ї, тіла яких, за звичаєм, зараз покояться в спеціальній камері, званої pudridero, куди допускаються тільки ченці монастиря Ескоріал. Ці троє — дружина Альфонса XIII Вікторія Євгенія Баттенберзька, їх син Хуан Бурбон і його дружина Марія де Мерседес (батько і мати колишнього короля Хуана Карлоса). За правилами вони не повинні бути поховані в королівському пантеоні, однак для них зроблено виняток. Більше вільних гробниць в королівському пантеоні немає, і залишається темою для суперечок, де будуть поховані нинішні король і королева і їх спадкоємці.